# Instituto Nacional de Información de Desarrollo (Nicaragua)
El Instituto Nacional de Información de Desarrollo es el organismo que proporciona información y estadísticas y toma decisiones y facilita la formulación y ejecución de políticas y programas de interés en Nicaragua.
La institución es el organismo rector que establece las normas para la consecución de estadísticas uniformes, en la cual realiza investigaciones de carácter metodológico y estadístico, además es la institución encargada de realizar los censos nacionales y encuestas en Nicaragua. Su sede se encuentra localizada en el Residencial Los Arcos, Managua.

## Historia del INIDE
Desde tiempos remotos, la estadística ha sido una importante herramienta en el desarrollo de los pueblos y posiblemente, empezó con una sencilla recolección de datos que con el devenir de los años evolucionó en los procedimientos técnicos y complejos que actualmente se conocen.
El uso de la información estadística apareció mucho antes de que el país se constituyera en nación, pero es hasta en 1900 que se realizaron gestiones para crear la primera estructura oficial que se encargaría del ejercicio de esta disciplina.
En Nicaragua la recolección de datos inició a principios del siglo XX, pero no fue hasta el 10 de noviembre de 1905 que se dictó una ley con la cual se crearon los Servicios Estadísticos de Nicaragua, adscrito en el Ministerio de Gobernación y administrados por una dependencia conocida como Dirección General de Estadísticas. Debido a que esta entidad funcionó de manera irregular debido a que no tenía suficiente apoyo financiero, causando numerosas interrupciones, fue cerrada en 1917.
En 1945 se creó una nueva entidad; la Dirección General de Estadísticas y Censos, que estuvo operando solamente hasta 1950, bajo la dependencia del Ministerio de Hacienda y Crédito Público, pero en 1950 la Dirección General de Estadísticas y Censos cambió de dependencia y pasó a ser parte del Ministerio de Economía hasta a 1966. Sin embargo, en 1967 el Ministerio de Economía se convirtió en el Ministerio de Economía Industria y Comercio (MEIC), pero la Dirección General de Estadísticas y Censos continuó bajo esa dependencia. Meses después de que fuese establecida, el MEIC hizo un convenio con el Banco Central de Nicaragua, para brindar apoyo técnico y financiero a la Dirección General de Estadísticas y Censos. Hoy en día, el INIDE realiza es el organismo rector que establece las normas para la consecución de las estadísticas uniformes de Nicaragua.
Con el triunfo de la Revolución Popular Sandinista en 1979, la Junta de Gobierno de Reconstrucción Nacional de la República creó el Sistema Estadístico Nacional (SEN), y el Instituto Nacional de Estadísticas y Censos (INEC) a través del Decreto n.º 102, con fecha cuatro de octubre de 1979 que fue publicado en la Gaceta, Diario Oficial.

### Censos en Nicaragua
Desde 1906, el INIDE o sus oficinas antecesoras ha llevado a cabo nueve censos de población y cinco de vivienda:
- 1906. I Censo Nacional de Población.
- 1920. II Censo Nacional de Población.
- 1940. III Censo Nacional de Población.
- 1950. IV Censo Nacional de Población.
- 1963. V Censo Nacional de Población.
- 1971. VI Censo Nacional de Población.
- 1995. VII Censo Nacional de Población.
- 2005. VIII Censo Nacional de Población.
- 2024. IX Censo Nacional de Población.

El Instituto Nacional de Información de Desarrollo (INIDE) desempeña un papel crucial en la recopilación y difusión de datos estadísticos en Nicaragua, siendo fundamental para la toma de decisiones informadas en diversos sectores del país. 
En el año 2024, el INIDE se encuentra inmerso en la planificación y ejecución de los Censos Nacionales de Población y Vivienda (CEPOV) y el Censo Nacional Agropecuario (CENAGRO), eventos de gran relevancia que permitirán obtener una radiografía precisa y actualizada de la composición demográfica y las características socioeconómicas de la población nicaragüense. 
Estos censos desempeñan un papel fundamental en la formulación de políticas públicas y el diseño de estrategias para el desarrollo sostenible, consolidando al INIDE como un pilar esencial en el fortalecimiento del conocimiento estadístico en Nicaragua.